# Kevin Höög Jansson
Kevin Höög Jansson, né le 29 septembre 2000 à Genk en Belgique, est un footballeur suédois qui évolue au poste de défenseur central ou de milieu défensif à l'IFK Norrköping.

## Biographie

### En club
Né à Genk en Belgique, Kevin Höög Jansson est formé en Suède par l'Helsingborgs IF. Il rejoint ensuite en 2019 le Mjällby AIF, club avec lequel débute en professionnel, jouant son premier match le 28 octobre 2019 contre le Syrianska FC, en Superettan la deuxième division suédoise. Il entre en jeu à la place de Michael Omoh et son équipe s'impose par deux buts à zéro.
Le 31 janvier 2020 il rejoint le club danois du Fremad Amager.
Un an après son arrivée au Fremad Amager, Jansson quitte le club pour la Bulgarie en signant le 8 janvier 2021 au Botev Plovdiv. Il y retrouve notamment Azrudin Valentić (en), qui était également son entraîneur au Fremad Amager.
Le 5 mars 2022, Kevin Höög Jansson signe en faveur du club sud-coréen du Gangwon FC.
Le 13 juin 2023, Kevin Höög Jansson fait son retour en Suède en signant à l'IFK Norrköping. Le contrat le lie au club jusqu'en décembre 2025. Il y retrouve une nouvelle fois Azrudin Valentić (en), qui occupe alors un poste d'entraîneur adjoint.

### En sélection
Kevin Höög Jansson représente l'équipe de Suède des moins de 20 ans, jouant deux matchs en 2021.